# What I’ve Done
A What I’ve Done a Linkin Park egyik száma, és az első kisalbumuk a harmadik stúdióalbumukról, a Minutes to Midnight-ról. A radio kislemezt 2007. április 1-jén, az iTunes-ról letölthetőt április 2-án és a kislemezt április 30-án adták ki.

## Hangzás
A kislemez és a klip nem sokkal 2007. április 2-án éjfél után adták ki az iTunes Store-on. Egy nappal később az Egyesült Királyságba és Ausztráliában is letölthetővé vált az iTunes-on keresztül. Április 2-án a Linkin Park hivatalos oldalának a főoldalán ez a szám szólt, nem sokkal később a klip is felkerült az oldalra.
A dal egy zongora riff-el indít, ezt követi hiphop-inspirált dob, utána pedig egy gitár riff következik. Amikor koncerten játsszák a számot akkor Mike Shinoda zongorázik az elején és utána ő gitározik. Ez a szám különbözik az eddigi összes Linkin Park számtól (kivéve a Breaking the Habit-től). Mike ebben a számban szinte nem is vokálozik kivéve a na na na refrént a szám végén. A What I’ve Done az utolsó szám amit a Minutes to Midnight-ra írtak.

## Számlista
CD 1
1. What I’ve Done (radio edit)
2. Faint (live in Japan)

CD 2 (Maxi / AU kislemez)
1. What I’ve Done
2. Faint (live in Japan)
3. From the Inside (live in Japan)

DVD-verzió
1. What I’ve Done (music video)
2. Faint (live in Japan; video)

7" Picture disk format
1. What I’ve Done (radio edit)
2. Faint (live in Japan)

Az összes koncertfelvétel a lemezen a Chiba Marine stadionban (Tokió) vették fel 2006. augusztus 26-án a Summer Sonic Festivalon.

## Klip
A What I’ve Done klipjében azt láthatjuk, hogy az ember miként rombolja a Földet. A klipet Joe Hahn rendezte, a kaliforniai sivatagban lett forgatva. A klipet először 2007. április 2-án az MTV és Fuse TV-n láthattuk először. Az MTV-Asia-n, MTV-Germany-n, TMF Netherlands-en és kanadai MuchMusic-on 2007. április 3-án lehetett látni.
A klipben a bandát láthatjuk a sivatagban a számot játszva, bevágva ebbe videókat a légszennyezésről, a globális felmelegedésről, nácizmusról, a Ku-Klux-Klanról, az éhezésről, a terrorizmusról, a harcmezőkről, az erdőirtásról, drogokról, a túlsúlyosságról, a rombolásról, a benzin árak emeléséről. A klipben láthatunk néhány történelmi személyt: Teréz anyát, Abraham Lincolnt, Robert F. Kennedyt, Fidel Castrót, Szaddám Huszeint, Sztálint, Adolf Hitlert, Benito Mussolinit, Mao Ce-tungot, és Mahátma Gandhit. Néhány jelenetben láthatjuk a közlekedést és napalmrobbanást.
A klip szerepelt és nyert az MTV Battle of the Videos-án (A videók harca), ezek ellen: Evanescence (Sweet Sacrifice) és Lil Mama (Lip Gloss). Ez volt a Linkin Park első klipje ami elérte az első helyet az MTV Total Request Live-ján, azóta ezt már hatszor érte el. A klip benne volt a YouTube 50 legnézettebb videói között a maga 36 milliós nézettségével, de aztán a Warner Music Group eltávolíttatta videót. Az AOL-on jelenleg is van a What I’ve Done-nak egy koncertfelvétele.
Amikor a banda logója először feltűnik a klipben (Rob dobjának az elején), egy zárt kör van benne az LP betűkkel. De ez után már a kör nem zárt. Ezt elmondják miért volt így a Making of What I’ve Done-ban, ahol a banda megmutatja a rosszul elkészített dobokat, amit később két fekete szalaggal ragasztottak le.
Chester-nek a dzsekit a Yellowcard frontembere Ryan Key adta kölcsön. Erre az MTV Cribs 89.-ik epizódjában utaltak.

### Alternatív klip
A második klipet, csak Ausztráliának készítették. Ebben nem azt láthatjuk ahogy az ember elpusztítja a Földet, hanem egy nő történetét ismerhetjük meg aki egy cégnél dolgozik. Ez a cég egy új halálos vírust fejleszt ki, a társadalomirányítást, és – fekete kapucnis Linkin Park logós embernek köszönhetően megakadályozzák a vírus elterjedését.

### Jelenetek a klipből
| - Egy skorpió - Óramű - Egy repülő kopasz sas - Elsivatagosodás - Rakétatámadás (Öbölháború) - Rendőrök egy lázadáson - 1960 évekbeli emberjogi tüntetések (Birmingham, Alabama) - Egy tűzoltó egy kisgyermeket hoz ki egy égő épületből - Egy lázadás Dél-Amerikában - Egy kanadai CH-113 Labrador helikopter - A vietnámi háború - Globális felmelegedés - Urbanizáció - Légszennyezés - Orvvadászat (Elefántcsont) - Erdőirtás - Egy jegesmedve - A világ legszegényebb országaiból emberek - Túlsúlyosság - Egy anorexiás nő - Éhezés - A Katrina hurrikán (2005) pusztítása New Orleansban - Stonehenge - Hagia Szophia | - Gízai piramis - Parthenon - Vitruvian Man - Teréz anya - Robert F. Kennedy - Mahátma Gandhi - Buddha - Mao Ce-tung - Abraham Lincoln Lincoln-emlékmű - Fidel Castro - Ku Klux Klán - Adolf Hitler - Szaddám Huszein - 2001. szeptember 11-ei terrortámadás - Reprodukció - Születés - Génmanipuláció - Drogok - Egy pingvin - Olajszennyezés - A Trinity Teszt gombafelhője és egy másik nukleáris kísérlet - Etnikai diverzitás - Palesztin kisgyermek (AK-47-essel a kezében) - Auschwitzi koncentrációs tábor | - Sztálin - Nacionalizmus (Amerikanizmus) - Akropolisz - Ahmed szultán mecsetje - Robert Mugabe - Benito Mussolini - Martin Luther King - Oklahoma city-i bomba robbantás |

## Toplisták
| Toplista (2007)                  | Legjobb hely |
| -------------------------------- | ------------ |
| Austrian Singles Chart           | 1            |
| Australia Singles Chart          | 13           |
| Billboard Hot 100                | 7            |
| Billboard Pop 100                | 8            |
| Billboard Hot Digital Songs      | 4            |
| Billboard Modern Rock Tracks     | 1            |
| Billboard Mainstream Rock Tracks | 1            |
| Dutch Top 40                     | 23           |
| Dutch Top 100 Singles            | 9            |
| French Download Chart            | 17           |
| German Singles Chart             | 1            |
| German Download Chart            | 1            |
| Ír slágerlista                   | 7            |
| New Zealand Singles Chart        | 9            |
| Norwegian Singles Chart          | 12           |
| Swedish Singles Chart            | 6            |
| Switzerland Singles Chart        | 6            |
| U.K. Singles Chart               | 6            |

## A szám szereplései
A "What I’ve Done" elhangzott a Transformers című filmben, Űrdongó rádiójában ez szólt, amikor Sam Witwicky kirakta Mikaela Banes a lakásánál, ez szólt a stáblista alatt is, és még a Transformers – The Album-om is rajta van.
A Fox NFL Sunday-en a "What I’ve Done" volt az egyik szám.
A 2008-as Olimpiai Játékokon Pekingben, az úszás visszajátszás alatt lehetett hallani.
A What I’ve Done az MLB 2008 World Series-en egy reklám előtt lehetett hallani.
A What I’ve Done benne van a Guitar Hero World Tour videójátékban. Ez a játék legkönnyebb száma.
A What I’ve Done-t játszották le miután a Leinster Rugby megnyerte a Heineken Cup-ot 2009. május 23-án.

## Külső hivatkozások
- What I’ve Done hivatalos dalszövege
- Linkin Park hivatalos oldala